# شهرستان گرمه
شهرستان گرمه در جنوب غربی استان خراسان شمالی واقع است که از شمال به شهرستان سملقان. فرماندار شهرستان گرمه قاضوی می‌باشد. شهرستان گرمه در حال حاضر دارای ۱ بخش مرکزی و ۷ دهستان است و برابر آخرین سرشماری عمومی نفوس و مسکن (۱۳۸۵) دارای ۲۳۶۹۶ نفر جمعیت می‌باشد. از کل جمعیت شهرستان گرمه براساس نتایج سرشماری سال ۱۳۸۵، تعداد ۱۸۹۶۲ نفر ساکن ۳ نقطه شهری هستند که ۸۰ درصد از کل جمعیت را شامل می‌شوند، و تعداد ۴۷۳۴ نفر برابر با ۲۰ درصد ساکن در ۳۳ نقطه روستایی هستند.

## جمعیت
شهرستان گرمه در حال حاضر دارای ۱ بخش مرکزی و ۷ دهستان است و برابر آخرین سرشماری عمومی نفوس و مسکن (۱۳۹۵) دارای ۲۵۵۰۰ نفر جمعیت می‌باشد. از کل جمعیت شهرستان گرمه براساس نتایج سرشماری سال ۱۳۸۵، تعداد ۱۸۹۶۲ نفر ساکن ۳ نقطه شهری هستند که ۸۰ درصد از کل جمعیت را شامل می‌شوند و تعداد ۴۷۳۴ نفر برابر با ۲۰ درصد ساکن در ۳۳ نقطه روستایی هستند.

## جغرافیا
از جنوب و شرق به شهرستان جاجرم، از طرف جنوب و غرب به سمنان و از شمال غرب با استان گلستان
هم‌مرز می‌باشد. گرمه دارای ۲۴۰۷ کیلومتر مربع وسعت است؛ و مرکز آن شهرگرمه تا مرکز استان
۱۶۵ کیلومتر فاصله دارد.
عمده‌ترین ناهمواری‌های شهرستان شامل رشته کوه‌های خمبی، کوه‌های سه کنج و گدار گز و برجستان در جنوب و جنوب غرب شهرستان و ضِغِی و اَنجیلی در غرب، سرای و بهار بوده و دارای ۲ حوزه آبخیز گلستان و کال شور می‌باشد. بالاترین نقطه ارتفاعی آن ۲۱۱۸ متر از سطح دریا در منطقه کوه سرای و پایین‌ترین نقطه ارتفاعی آن ۱۰۵۰ متر در محدوده شهر گرمه م یباشد. از کل مساحت شهرستان تقریباً ۲۰۷۰۰۰ هکتار معادل ۹۰ درصد را عرصه‌های منابع طبیعی تشکیل می‌دهد که شامل ۳۰۰۰۰ هکتار
جنگل (۱۴ درصد عرصه منابع طبیعی شهرستان) که جامعه رویشی آن ایران –تورانی بوده و گونه غالب
آن ارس به همراه افراکرکو، سیاه، تلو، زرشک و … می‌باشد، ۱۶۷۰۰۰ هکتار (معادل ۸۱ درصد) عرصه
را مرتع تشکیل می‌دهند که دارای گونه‌های گیاهی، درمنه، جامه در، شور و … می‌باشد و مابقی یعنی
۱۰۰۰۰ هکتار (۵ درصد منابع طبیعی) عرصه شامل مناطق بیابانی و دقهای رسی می‌باشد.
منابع آبی شهرستان شامل: قناتها، چشمه‌ها و آب‌های زیر زمینی م یباشد؛ که شامل: ۶۱ رشته قنات، ۷۳ حلقه چاه و ۸ دهنه چاه می‌باشد.
در این شهرستان ۲ دشت رباط قره بیل و گرمه وجود دارد.

## آب و هوا
شهرستان گرمه دارای اقلیم سرد و خشک و نیمه بیابانی و در قسمت‌های شمال و شمال غرب، معتدل کوهستانی و در قسمت‌های جنوبی دارای آب و هوای گرم و خشک نیمه بیابانی می‌باشد متوسط ریزش سالیانه باران و برف در سطح شهرستان ۲۲۰ میلی‌متر بوده که این بارش دارای دامنه تغییرات زیادی می‌باشد به‌طوری‌که بالاترین میزان در منطقه دشت و کمترین میزان در منطقه درق می‌باشد.

## تقسیمات سیاسی و کشوری
این شهرستان در سال ۱۳۹۰ در سفر دوم هیئت دولت به استان تصویب و از شهرستان جاجرم منتزع و با بخش مرکزی و دو دهستان به نام‌های گلستان و بالادشت ارتقاء یافت این شهرستان دارای ۳ شهر به نام‌های گرمه، ایور، درق و ۵۴ آبادی می‌باشد.

## پیشینه
شهرستان گرمه به لطف موقعیت راهبردی خود بر سر راه‌های کاروان رو هماره مورد توجه قرار داشته و از دوران پیش از تاریخ تا ادوار متاخر اسلامی به‌طور پیوسته نقش بارزی را در تکامل فرهنگی خطه خراسان ایفا کرده است.
وجود محوطه‌های بزرگ از دوره‌های مس -سنگ و عصر مفرغ از قبیل منجاق تپه و تپه‌های پیش از تاریخ در سراسر دهستان گلستان از جمله استقرارهای پیش از تاریخی در اطراف روستای دشت در پهنه شهرستان گرمه آن را به یکی از مهم‌ترین استقرار گاه‌های بشری در خراسان شمالی بدل کرده است.
پراکندگی زیاد محوطه‌های باستانی مربوط به دوران اشکانیان و ساسانیان در این شهرستان، از شکوفایی این خطه در درورهای تاریخی با بهره‌گیری از موقعیت مناسب آن بر سر راه جاده ابریشم و معادلات سیاسی و تجاری آن دوران حکایت دارد.

## ویژگی‌ها و شاخصهای اقتصادی تولیدی
اقتصاد این منطقه عمدتاً بر مبنای کشاورزی و دامپروری و در دهه‌های اخیر حمل و نقل و صنایع وابسته به آن است در این منطقه رودخانه دائمی وجود ندارد و کشاورزی عملاً مبتنی بر آبیاری با قنات و چاه‌های عمیق و نیمه عمیق است. با توجه به وضعیت مذکور، کشاورزی در بیشتر مناطق شهرستان به
صورت آبی است و محصولات عمده زراعی عبارتند از گندم، جو، چغندر قند، پنبه، آفتابگردان، زیره، انواع صیفی جات و مخصوصاً پیاز و محصولات باغی سیب و گیلاس و پسته می‌باشد. کل مساحت اراضی کشاورزی این شهرستان ۷۷۴۰ هکتار
می‌باشد که عمده‌ترین محصولات شهرستان جو و گندم می‌باشد. این شهرستان به خاطر کامیون‌های متعدد و سیستم حمل و نقل از جایگاه ویژه و کم‌نظیری در سطح کشور برخوردار است. دامداری و دامپروری بخش مکمل کشاورزی بوده که در این ارتباط کل دام سبک ۱۱۳۷۱۰ راس و
تعداد کل دام سنگین ۲۵۲۸ راس می‌باشد.
مقدار تولید سالیانه شیر برابر ۵۷۸۲ تن، گوشت قرمز ۱۱۲۵ تن و گوشت سفید ۳۵۰ تن می‌باشد. این شهرستان دارای ۱۳ معدن سنگ ساختمانی مرمریت می‌باشد؛ که معدن سنگ مرمریت پارسیان گرمه و معدن سنگ مرمریت دانیال گرمه از آن جمله‌اند.
تعداد کل واحدهای تولیدی فعال در شهرک صنعتی شهرستان گرمه شامل ۱. کارخانه تولیدی آلفا آلومینا (آراد لیان فراور آریا) -شرکت منیزیم خراسان-شرکت ماشین‌سازی گرمه-شرکت کانی تات (تولید مواد اولیه مورد نیاز برای تولید شمش آلومینیوم) با مشارکت سرمایه گذاران داخلی و چینی ها-شرکت تولید اسید سولفوریک و تعداد ۲ گلخانه هیدروبونیک با اشتغالزایی مستقیم مجموعاً به تعداد ۴۰۰ نفر مستقیم و بیش از ۶۰۰ نفر غیر مستقیم می‌باشد و معادنی در بخش سنگ‌های ساختمانی و زینتی و معدن سنگ دولومیت برای تولید منیزیم فعال می‌باشند. همچنین مجموعه‌های مانند شرکت سازان برج ارم بتن آماده ۱۰ نفر بلوار امام رضا (ع) ۱۳۸۹، تولید یخچالهای ویترینی تولید یخچالهای ویترینی ۴ نفر گرمه ۱۳۸۸، کارگاه‌های اطلاق‌سازی تریلر و کامیون اتاق‌سازی تریلر و کامیون ۱۵ نفر گرمه ۱۳۸۰ از دیگر کارگاه‌های فعال در این شهرستان می‌باشد

## مکان‌های تاریخی و گردشگری
شهرستان گرمه دارای جاذبه‌های گردشگری تاریخی و طبیعی (حوزه جنگل گلستان) و برخی آثار تاریخی متعلق به دوره‌های قبل از اسلام و قرون اولیه اسلامی به شرح جدول زیر می‌باشد.
- قلعه جلال الدین
- باغ مزار گرمه
- نظرگاه علی گرمه
- پارک شقایق گرمه
- تک درخت و منطقه ارچه
- سفید آلو و منطقه قوزلوق
- نیوال و کوه سرای
- قلعه خداوردی درق
- غار کفترک درق
- کوه بهار
- مسجد جامع ایور
- منطقه دهانه دلبر گرمه
- منجاق تپه رباط قره بیل
- مُرغزار
- کاروانسرای رباط قره بیل روستا ی رباط قره بیل دوران تیموری -صفوی
- تپه رباط عشق روستای رباط عشق قبل از اسلام

قزلر قلعه تاریخی و قبرستان هزارو یک گور مسیحیان. تپه‌های دوشکلی. سردابه‌های متعدد. چشمه‌های زیبای سردارو گلزارو کملی و قیز قلعه. منطقه زیبای جنگلی ییلاق و خواجه نارنج مجموعه خدماتی رفاهی امام رضا دوراهی دشت و کاروانسرای دوراهی دشت همگی از آثار تاریخی و جاذبه‌های گردشگری روستای هدف گردشگری روستای دشت می‌باشند

#### تاریخ بنای مزار گرمه
در مجموع، نقشه و طرح ایجاد شده در بنا و سبک آجرکاری آن، مقابر منفرد رایج در عصر مغول را به ذهن تداعی می‌کند. این مقابر غالباً در خارج، یک نمای هشت ضلعی دارند و در داخل شامل یک اتاق مربع شکل هستند؛ که قبر در میان آن جای دارد. ترمبه‌ها با تکنیک آجر کاری استادانه‌ای در نهایت ظرافت ایجاد شده‌اند؛ و از لحاظ فنی به معمار بنا امکان ایجاد گنبد را داده‌اند.
با استناد به گزارش‌های هیئت بررسی و شناسایی آثار و بناهای تاریخی خراسان این بنا «از نظر پلان و اجرا و نوع مصالح قابل مقایسه با مقبرهٔ علی بن مهزیار جاجرم بوده ولی در حالت کلی مفصل‌تر است… از آن جایی که بنای جاجرم دارای قدمت مشخص تری است (به استناد مدارک موجود مثل کاشی‌های فیروزه‌ای قرن هفتم هجری) تاریخی که برای این دو بنا می‌توان در نظر گرفت با هم همزمانی خواهد داشت»
بنای مزار گرمه از دو ویژگی مهم برای تعیین قدمت برخوردار است: از لحاظ نقشه و طرح کلی با بناهای مقبره‌ای قرون هفت و هشت هجری قابل مقایسه است. همچنین شیوهٔ آجر چینی آن نیز به نحوهٔ آجر چینی بناهای قرون هفت و هشت هجری و به عبارتی عصر ایلخانان مغول مشابهت دارد.

### بنای مزار گرمه
این بنا در محلهٔ باغ مزار گرمه قرار دارد. پلان بنا به شکل هشت ضلعی است که داخل آن از یک اتاق مربع شکل تشکیل شده است. بر بخش فوقانی چهار گوشهٔ این فضای مربع شکل چهار ترمبه تعبیه شده تا به این طریق امکان ایجاد گنبد برفراز بنا فراهم شود. در نمای بیرونی چهار جهت اصلی بنا، چهار ایوان با عمق ۲۷۰ سانتیمتر قرار دارد که از طریق ورودی‌های واقع در این ایوان‌ها، ورود به فضای داخلی ممکن می‌شده است. در حال حاضر جز ورودی واقع درایوان جنوبی بقیهٔ ورودی‌ها مسدود شده‌اند.
همچنین در چهار جهت فرعی شمال شرقی، شمال غربی، جنوب شرقی و جنوب غربی بنا، چهار طاقنما با توجه به پاتاق‌های به جا مانده با ایوان‌ها ارتفاع یکسانی داشته‌اند، وجود داشته که در حال حاضر از بین رفته‌اند. نور فضای داخل از طریق نورگیرهایی که در پایهٔ گنبد و در حد فاصل بین ترمبه‌ها ایجاد شده‌اند. تأمین می‌گردد.
سبک طاق‌های بنا از نوع جناقی و قوس ورودی‌ها از نوع پنج او هفت تند است. گنبد دارای خیز کم و ساقهٔ کوتاه بوده و نمای داخلی آن، با استفاده از تزیینات آجر کاری به شکل یک ستاره ۱۶ پر درآمده است.
در ضلع غربی بنا با مسدود کردن ورودی ایوان غربی، فضایی به شکل محراب ایجاد شده است. در این قسمت دو سنگ قبر کوچک وجود دارد که تاریخ یکی از آن‌ها سال ۱۲۲۰ هجری قمری و مربوط به زمان بعد از ساخت مقبره است.
آجرهای قرمز و نخودی با ابعاد ۵ ضربدر ۲۵ ضربدر ۲۵ سانتیمتر و ملات گچ از جمله مصالح به کار رفته در این بنا است. ایوان شرقی نسبت به کل بنا آسیب کمتری دیده است. نمای آجری گنبد آسیب زیادی دیده و فروریخته است. بنای مزار گرمه به لحاظ طرح و نقشه منحصربه‌فرد بوده، همچنین به دلیل مهارت به کار رفته در شیوهٔ آجر چینی و نماسازی فضای درونی گنبد، از آثار ارزشمند منطقه به‌شمار می‌آید. با این حال تاکنون هیچ اقدامی برای نگهداری و حفظ آن انجام نگرفته و به سبب فقدان وجه هٔ مذهبی در این اثر، ساکنان محل نیز به این امر علاقه‌ای نشان نداده‌اند.

## مردم‌شناسی
براساس اطلاعات نتایج سرشماری نفوس و مسکن سال ۱۳۸۵ برابر ۲۳۶۹۶ نفر بوده است و همچنین تراکم نسبی جمعیت کل شهرستان گرمه ۱۰ نفر در هر کیلومتر متربع می‌باشد. از لحاظ نژادی و قومی و قبیله‌ای از اقوام کرد، ترک و تات تشکیل شده است، در حال حاضر تمامی اقوام از کرد، ترک و تات با برادری و صلح و صفا در کنار یکدیگر زندگی کرده و بطورکلی از لحاظ اجتماعی دارای جوامع پویا، هماهنگ و زنده، هستند. در شهرستان گرمه بطورکلی سه زبان کردی، تاتی و ترکی رایج است. همچنین تمامی مردم شهرستان گرمه مسلمان و شیعه مذهب می‌باشند.

## فرهنگ و هنر
این شهرستان دارای پنج کتابخانه در شهرهای گرمه، ایور و درق و روستای دشت با ۲۲۶۴۰ جلد کتاب و ۱۸۲۳ عضو
می‌باشد.
تعداد کانون‌های فرهنگی و هنری در شهرستان ۱۹ کانون می‌باشد. همچنین این شهرستان دارای دو سالن
اجتماعات با ظرفیت ۲۰۰ نفر و ۱۸۰ نفر می‌باشد.
شهرستان گرمه داری دو مجتمع فرهنگی و هنری و بالاترین سرانه فضای فرهنگی در استان را داراست.
هنرمندان شهرستان گرمه در ۱۰ انجمن فرهنگی و هنری و بیش از ۶۰۰نفر تخمین زده شده است.
مسعود بهشتی در سال ۹۷ یکی از مدیران موفق استان با سابقه ریاست شهرستان‌های جاجرم و فاروج و از هنرمندان حوزه هنری‌های تجسمی استان مدیر فرهنگ و ارشاد اسلامی شهرستان گرمه منصوب شد و باعث ارتقا شاخص‌های فرهنگی و هنری شهرستان شد.
شهرستان گرمه بیشترین تولید را در زمینه تئاتر را در سال ۹۷ در استان را داراست
در این شهرستان ۲۸ مسجد، ۱۲ حسینیه، ۵ خانه عالم و ۳ اماکن متبرکه ثبت شده وجود دارد.
شهرستان گرمه در سه سال اخیر در زمینه فرهنگ و هنر در ۱۵ رشته سطح کشور دارای کسب مقام و رتبه شد.

## غذاهای محلی شهرستان گرمه
از معروف‌ترین غذاهای محلی این شهرستان آش مخصوصی است که از ترکیب کشک محلی همزمان با بادمجان محلی و گاهی کباب گوشت به نام «قوروتی» درست و برای بهترین مهمان پخته می‌شود تا جایی که جدیداً در رستورانهای پایتخت سرو می‌شود. سمنو درق سوغات شهرستان گرمه: که از جوشاندن آب جوانه گندم برای سفره هفت سین نوروز در اواسط ماه اسفند تهیه می‌شود.
گوشواره خمیری (جوشواره خمیری):که از پیچاندن مخلفاتی همچو سبزی‌های محلی و و ادویه جات و … در داخل قطعات مربعی شکل خمیر به ابعاد ۳ * ۳ توسط بانوان شهرستان گرمه تهیه می‌شود. قلیف چال یکی دیگر از غذاهای محلی شهرستان بوده که در شرف ثبت در فهرست ملی بوده و بسیار لذیذ می‌باشد.
تسمک شیری (کسمک) که از ترکیب شیر، شکر، هل، گلاب، سرشیر و مغز گردودرست می‌شود یکی از سوغاتی‌های این شهر به حساب می‌آید.

## صنایع دستی
مهم‌ترین صنایع دستی شهرستان کلاه کرکی (کلاه گوشی)، گلیم، چوخه و چادرشب می‌باشد
کلاه گوشی گرمه ای
این کلاه را افراد بالای ۴۵ سال در شهرهای گرمه و ایور به سر می‌کنند و ساخته شده از کرک بز و پشم گوسفند است؛ که معمولاً کلاه کرکی (کلاه گوشی)های مرغوب از کرک بزهای کرمان توسط اهالی بافته می‌شود.
- چارُق: (چَرِق) نمونه ای از کفشهای اولیه و پیش از رونق صنعت تولید کفش در منطقهٔ گرمه-جاجرم بوده است که آن را بیشتر شبانان و نیز طبقهٔ پایین دستِ جامعه و رعیّت به عنوان پاپوش به پا می‌کرده‌اند.
- کَپَنَک: نمونه ای از صنایع دستی سابق منطقهٔ گرمه-جاجرم می‌باشد که به دلیل فراوان بودن گوسفند در منطقه و زیاد بودن شبان؛ آن را شبان‌ها و حتی طبقهٔ کم برخوردار درهنگام شب و خواب به تن می‌کرده‌اند.
- خورجین و پالان: دو نمونه از صنایع دستی تولیدی در منطقهٔ گرمه-جاجرم می‌باشد که خورجین را قبلتر بر روی دوچرخه می‌گذاشتند و به عنوان سبدِ حمل اجناس و مواد خوراکی استفاده می‌کردند و درحال حاضر روی تَرک موتور سیکلت می‌گذارند؛ و پلالان را بر روی الاغ و قاطر می‌گذاشتند، هم به جهت اذیّت نشدن و آسیب ندیدن شخص سوارکار هنگام الاغ سواری و هم به دلیل اینکه موقع حمل اساس و بار بر پشت چارپا (چاروا)، حیوان اذیت نشود …۰

## سوغات
- حلوا جوزی (گردوئی)
- اِنده: یک نوع قطاب با حبوبات و گاهی با گوشت و حبوبات است (که در کشور اسپانیا به نام امپاندا شناخته می‌شود)
- تسمک: کسمک (پولکی تخته ای) نوعی آبنبات است که با شیر و گلاب و هل ساخته شده و انواع گوناگون دارد مانند تسمک پسته‌ای، هلدار وگردویی…
- کلاه کرکی
- سمنو
- چادرشب
- کِشته (میوه جات خشک شده)
- انواع حبوبات تولید منطقه
- چارُق: (چَرِق) نمونه ای از سوغاتهای قدیمی تر و کفشهای اولیه و پیش از رونق صنعت تولید کفش در منطقه گرمه-جاجرم بوده است که آن را بیشتر شبانان و نیز طبقهٔ پایین دستِ جامعه و رعیّت به عنوان پاپوش به پا می‌کرده‌اند.
- کَپَنَک: از سوغاتهای قدیمی تر منطقه گرمه-جاجرم می‌باشد که به دلیل فراوان بودن گوسفند در منطقه و زیاد بودن شبان؛ آن را شبان‌ها و حتی طبقهٔ کم برخوردار درهنگام شب و خواب به تن می‌کرده‌اند.

## محصولات کشاورزی
انار، انگور، بادزند پیاز، تخمه آفتابگردان دشت الو بخارا سیب و گلابی دشت
توت: توی هر خیابان گرمه برید درخت توت می‌بینید (خدا بیامرزه شهردار زنده نام ایرانی راکه هرچه داریم در بحث فضای زیبای پارک شقایق و درختان حاشیه بلوار امام رضا همه حاصل تلاش و پیگیری‌ها و در نهایت اجرا شدن این طرح‌ها توسط ایشان بوده است)